# MZ ETS 125/150
Das Leichtkraftrad MZ ETS 125 und das Motorrad ETS 150 wurden im VEB Motorradwerk Zschopau in den Jahren 1969 bis 1973 hergestellt.
Im Zuge internationaler Entwicklungstendenzen weg vom Vollschwingenfahrwerk zu Modellen mit Teleskopgabel wurde ein solches auf Basis der Motorradmodelle MZ ES 125/150/1 entwickelt. Weitere Ziele der Entwicklung waren: beweglicher Frontscheinwerfer, variable Lenkerauslegung sowie sportliches Design. ETS 125 und ETS 150 wurden parallel zu den ES-Modellen produziert, von denen sie sich fast nur durch den Vorderbau unterschieden. Die augenfälligen technischen Merkmale spiegelt das Kürzel ETS („Einzylinder, Teleskopgabel, Schwinge“) wider.

## Technik
Zur Entwicklung der ETS wurde ein Großteil der Bauteile der ES-Modelle unverändert übernommen. Der Rahmen der ES war nur geringfügig zu ändern. Es entfielen die Scheinwerferbefestigung und der Lenkanschlag. Die Aufnahme für das Lenkerschloss musste entsprechend geändert werden.
Da die Maße des Lenkkopfs die gleichen waren, ließ sich der gesamte Vorderbau bis auf geänderte Druckfedern der Teleskopgabel von der ein Jahr früher eingeführten ETS 250 übernehmen.
Die Sitzbank war neu.
Als Kraftstoffbehälter wurde der 9 Liter fassende Tank des ab 1966 gebauten Simson Sperber verwendet. Lediglich die Rahmenbefestigungen mussten den Maßen des Rahmens angepasst sowie der MZ-Schriftzug und Kniekissen angebracht werden.
Die ETS war ab Werk wahlweise mit Flach- oder Hochlenker ausgerüstet.

## Modellpflege
Im Laufe ihrer Produktionsdauer wurden fortlaufend äußerliche und technische Veränderungen vorgenommen.
Ab August 1970 erhielten die Modelle einen Kippständer mit Zugfeder. Die Modelle ab Juni 1971 erhielten ein neues Finish: Entfall der Zierstriche an allen Teilen, Aufkleber an den Seitendeckeln, Kotflügel in Silber, Tank und Scheinwerfer in Rot oder Gelb. Hinzu kamen dynamisch wirkende Schmuckelemente („Halbmonde“) über und unter dem MZ-Schriftzug am Tank. 1973 wurde die Scheinwerferaufhängung geändert.

## Testberichte
Die Zeitschrift Kraftfahrzeugtechnik testete ausführlich eine ETS 150: Die Fahrleistungen, insbesondere Fahrstabilität und Geradeauslauf (gegenüber einem Modell mit Vorderradschwinge) und Bremswirkung der Vorderradbremse wurden als sehr gut bewertet. Die Motorleistung und -elastizität mit günstigem Drehmomentverlauf wurde hervorgehoben. Angesichts des Motorklingelns bei Volllast gab man Verbesserungshinweise hinsichtlich Form und Anzahl der Spülkanäle und regte eine vergrößerte Kühlrippenfläche an.
Nicht nur für die ETS, sondern für die MZ-Motoren dieser Hubraumklassen (125 bis 150 cm³) wünschte man sich zur besseren Kraftübertragung ein Fünfganggetriebe und eine elastische Motoraufhängung im Rahmen.
Nach einem Riss der Primärkette der Testmaschine wurde eine bekanntermaßen mangelnde Qualität seitens des Zulieferers bemängelt und auf ein damit verbundenes hohes Sicherheitsrisiko für den Fahrer hingewiesen.
Das Design des Motorrades wurde als überaus gelungen bewertet, wenngleich man sich Verbesserungen im Finish (Farbkombinationen und -qualität) wünschte. Auch das Aussehen des Tanks wurde positiv hervorgehoben, aber ein höheres Fassungsvermögen für eine größere Reichweite angeregt.
Im internationalen Presseecho wurde der ETS 125/150 von vielen Zeitschriften ein sehr gutes Urteil ausgestellt. Übereinstimmend gelobt wurden der kräftige und dennoch zuverlässige Motor, die Bremswirkung und die innenliegende Bremsnabe, die Steckachsen, das Scheinwerferlicht, die gekapselte Kette, der gute Fahrkomfort auch für den Sozius und das gute Fahrverhalten. Die englische Zeitschrift Moto Cyclist Illustrated bezeichnete die ETS 150 als ein „Motorrad von hervorragender und außergewöhnlicher Qualität.“ Teilweise gab es Kritik an der Anordnung des Kickstarters. Übereinstimmend und scharf kritisiert wurden die Pneumant-Reifen, die der französischen Moto Revue zufolge gar den Rekord mangelhafter Bodenhaftung auf nasser Fahrbahn halten.

## Technische Daten im Vergleich
|                       | ETS 125                                                                        | ETS 150                                                                        |
| --------------------- | ------------------------------------------------------------------------------ | ------------------------------------------------------------------------------ |
| Baujahre              | 1969–1973                                                                      | 1969–1973                                                                      |
| Motor                 | fahrtwindgekühlter Einzylinder-Zweitaktmotor, Kickstarter                      | fahrtwindgekühlter Einzylinder-Zweitaktmotor, Kickstarter                      |
| Steuerung             | Schlitzsteuerung                                                               | Schlitzsteuerung                                                               |
| Bohrung × Hub         | 52 mm × 58 mm                                                                  | 56 mm × 58 mm                                                                  |
| Hubraum               | 123 cm³                                                                        | 143 cm³                                                                        |
| Verdichtung           | 9 : 1                                                                          | 9 : 1                                                                          |
| Nennleistung          | 10 PS (7,4 kW) bei 6300/min                                                    | 11,5 PS (8,5 kW) bei 6000/min                                                  |
| max. Drehmoment       | 1,25 kpm (12,3 Nm) bei 5500/min                                                | 1,5 kpm (14,7 Nm) bei 5000/min                                                 |
| Gemischaufbereitung   | BVF-Rundschiebervergaser, Ansaugdurchmesser 22 mm                              | BVF-Rundschiebervergaser, Ansaugdurchmesser 24 mm                              |
| Schmierung            | Zweitaktgemisch 1 : 33                                                         | Zweitaktgemisch 1 : 33                                                         |
| Zündung               | Batteriezündung, kontaktgesteuert                                              | Batteriezündung, kontaktgesteuert                                              |
| Lichtmaschine         | 6 V – 60–90 W                                                                  | 6 V – 60–90 W                                                                  |
| Batterie              | 6 V – 12 Ah                                                                    | 6 V – 12 Ah                                                                    |
| Bordspannung          | 6 V                                                                            | 6 V                                                                            |
| Kupplung              | Mehrscheibenkupplung im Ölbad, mechanisch betätigt                             | Mehrscheibenkupplung im Ölbad, mechanisch betätigt                             |
| Getriebe              | 4-Gang-Stirnrad-Wechselgetriebe, klauengeschaltet                              | 4-Gang-Stirnrad-Wechselgetriebe, klauengeschaltet                              |
| Sekundärübersetzung   | 15/48                                                                          | 16/48                                                                          |
| Endantrieb            | Rollenkette (vollgekapselt)                                                    | Rollenkette (vollgekapselt)                                                    |
| Rahmen                | Pressstahlrahmen                                                               | Pressstahlrahmen                                                               |
| Maße (L × B × H)      | 2025 × 730 × 1110 mm (mit Hochlenker); 2025 × 610 × 1030 mm (mit Flachlenker)  | 2025 × 730 × 1110 mm (mit Hochlenker); 2025 × 610 × 1030 mm (mit Flachlenker)  |
| Radstand              | 1305 mm                                                                        | 1305 mm                                                                        |
| Radaufhängung vorn    | Teleskopgabel, hydraulisch gedämpft, Federweg 145 mm                           | Teleskopgabel, hydraulisch gedämpft, Federweg 145 mm                           |
| Radaufhängung hinten  | Langarmschwinge, hydraulisch gedämpft, Federweg 100 mm, Federbasis verstellbar | Langarmschwinge, hydraulisch gedämpft, Federweg 100 mm, Federbasis verstellbar |
| Felgengröße vorn      | Drahtspeichenrad mit Alufelge, 1,6 x 18″                                       | Drahtspeichenrad mit Alufelge, 1,6 x 18″                                       |
| Felgengröße hinten    | Drahtspeichenrad mit Alufelge, 1,85 x 18″                                      | Drahtspeichenrad mit Alufelge, 1,85 x 18″                                      |
| Bereifung vorn        | 2.75-18 M/C 48P TT                                                             | 2.75-18 M/C 48P TT                                                             |
| Bereifung hinten      | 3.00-18 M/C 52S TT                                                             | 3.00-18 M/C 52S TT                                                             |
| Bremse vorn           | Trommelbremse, ø 160 mm, seilzugbetätigt                                       | Trommelbremse, ø 160 mm, seilzugbetätigt                                       |
| Bremse hinten         | Trommelbremse, ø 150 mm, seilzugbetätigt                                       | Trommelbremse, ø 150 mm, seilzugbetätigt                                       |
| Leergewicht           | 117 kg                                                                         | 117 kg                                                                         |
| zul. Gesamtgewicht    | 270 kg                                                                         | 270 kg                                                                         |
| Tankinhalt            | 9 l (Reserve: 1,5 l)                                                           | 9 l (Reserve: 1,5 l)                                                           |
| Höchstgeschwindigkeit | 100 km/h                                                                       | 105 km/h                                                                       |

## Stückzahlen
Die Stückzahlen der ETS 125/150 waren verglichen mit der parallel hergestellten ES 125/150 verschwindend gering. Zunächst wurde die ETS 125/150 ausschließlich für den Export produziert, ab Ende 1970 war sie dann auch in der DDR erhältlich, für 2380 bzw. 2530 Mark.
| Modell  | Jahr | Jahr | Jahr | Jahr | Jahr | Gesamt |
| Modell  | 1969 | 1970 | 1971 | 1972 | 1973 | Gesamt |
| ------- | ---- | ---- | ---- | ---- | ---- | ------ |
| ETS 125 | 0562 | 0952 | 1040 | 1527 | 0783 | 04.864 |
| ETS 150 | 1258 | 1412 | 2608 | 4022 | 4760 | 14.060 |